# Lisa Buckwitz
Lisa-Marie Buckwitz (Berlino, 2 dicembre 1994) è una bobbista tedesca, campionessa olimpica a Pyeongchang 2018 nel bob a due.

## Biografia

### 2013–2018: la carriera da frenatrice
Sino al 2012 ha praticato l'atletica leggera nella disciplina dell'eptathlon a livello giovanile, passando al bob dal 2013 come frenatrice per la squadra nazionale tedesca. Debuttò in Coppa Europa nel 2013/14 e in tre stagioni colse 12 podi e 3 vittorie di tappa. Si distinse inoltre nelle categorie giovanili vincendo due medaglie d'oro ai mondiali juniores, ottenute ad Altenberg 2015 con Miriam Wagner e a Winterberg 2016 con Stephanie Schneider.
Esordì in Coppa del Mondo nella stagione 2014/15 (7ª a Calgary) e ottenne il suo primo podio nonché la sua prima vittoria il 16 gennaio 2015 a Schönau am Königssee con Cathleen Martini.
Ha partecipato ai Giochi olimpici invernali di Pyeongchang 2018, vincendo la medaglia d'oro nel bob a due in coppia con Mariama Jamanka.
Ha inoltre preso parte a quattro edizioni dei campionati mondiali, tre disputate nel ruolo di frenatrice e una in quello di pilota, conquistando in totale due medaglie d'argento e una di bronzo. Nel dettaglio i suoi risultati nelle rassegne iridate sono stati, nel monobob: medaglia di bronzo a Sankt Moritz 2023; nel bob a due: decima a Winterberg 2015, quarta a Innsbruck 2016, ottava a Schönau am Königssee 2017 e medaglia d'argento a Sankt Moritz 2023; nella gara a squadre: medaglia d'argento a Schönau am Königssee 2017.
Agli europei ha vinto due medaglie nel bob a due di cui una d'argento ottenuta con Mariama Jamanka a Igls 2018 e una di bronzo a Sankt Moritz 2016 con Stephanie Schneider.

### 2019: il passaggio al ruolo di pilota
Nell'inverno del 2019 si convertì al ruolo di pilota e debuttò in Coppa Europa, di cui vinse poi la classifica generale nella stagione 2020/21; conquistò inoltre un'ulteriore medaglia d'argento ai mondiali juniores nell'edizione di Sankt Moritz 2021.
In Coppa del Mondo debuttò alla guida il 31 gennaio 2021 a Innsbruck, dove fu settima nel bob a due e in classifica generale detiene quale miglior piazzamento il ventiquattresimo posto, raggiunto al termine della stagione 2020/21. Nel circuito delle World Series di monobob femminile concluse la stagione 2020/21 al trentatreesimo posto in classifica generale, mentre ottenne la prima vittoria nella stagione successiva, imponendosi il 26 novembre 2021 ad Altenberg.

## Palmarès

### Olimpiadi
- 1 medaglia:
  - 1 oro (bob a due a Pyeongchang 2018).

### Mondiali
- 3 medaglie:
  - 2 argenti (gara a squadre a Schönau am Königssee 2017; bob a due a Sankt Moritz 2023);
  - 1 bronzo (monobob a Sankt Moritz 2023).

### Europei
- 2 medaglie:
  - 1 argento (bob a due a Igls 2018);
  - 1 bronzo (bob a due ad Sankt Moritz 2016).

### Mondiali juniores
- 3 medaglie:
  - 2 ori (bob a due ad Altenberg 2015; bob a due a Winterberg 2016);
  - 1 argento (bob a due a Sankt Moritz 2021).

### Coppa del Mondo
- Miglior piazzamento in classifica generale nel monobob: 6ª nel 2022/23.
- Miglior piazzamento in classifica generale nel bob a due: 6ª nel 2022/23.
- Miglior piazzamento in classifica generale nella combinata: 6ª nel 2022/23.
- 7 podi (1 nel monobob, 6 nel bob a due):
  - 4 vittorie (1 nel monobob, 3 nel bob a due);
  - 3 terzi posti (tutti nel bob a due).

#### Coppa del Mondo - vittorie
| Data             | Luogo                | Paese    | Disciplina                             |
| ---------------- | -------------------- | -------- | -------------------------------------- |
| 16 gennaio 2015  | Schönau am Königssee | Germania | a due con Cathleen Martini (pilota)    |
| 9 dicembre 2017  | Winterberg           | Germania | a due con Stephanie Schneider (pilota) |
| 19 dicembre 2021 | Altenberg            | Germania | a due con Kim Kalicki (pilota)         |
| 11 febbraio 2023 | Innsbruck            | Austria  | monobob                                |

### World Series di monobob femminile
- Miglior piazzamento in classifica generale: 33ª nel 2020/21.
- 3 podi:
  - 1 vittorie;
  - 1 secondo posto;
  - 1 terzo posto.

#### World Series di monobob femminile - vittorie
| Data             | Luogo     | Paese    |
| ---------------- | --------- | -------- |
| 26 novembre 2021 | Altenberg | Germania |

### Coppa Europa
- Vincitrice della classifica generale nel bob a due nel 2020/21.
- 19 podi (tutte nel bob a due):
  - 6 vittorie;
  - 7 secondi posti;
  - 6 terzi posti.

### Campionati tedeschi
- 1 medaglia:
  - 1 bronzo (bob a due a Schönau am Königssee 2017[3]).